# نيكولاس بابادوبولوس
نيكولاس بابادوبولوس (باليونانية: Νίκος Παπαδόπουλος)‏ (11 أبريل 1990 بأثينا في اليونان - ) هو لاعب كرة قدم يوناني في مركز حراسة المرمى. لعب مع فورتونا دوسلدورف ونادي أولمبياكوس ونادي بانيونيوس وPanionios G.S.S. ‏.

## وصلات خارجية
- نيكولاس بابادوبولوس على موقع قاعدة بيانات كرة القدم.إي يو (الإنجليزية)
- نيكولاس بابادوبولوس على موقع بيانات كرة القدم. دي إي (الألمانية)
- نيكولاس بابادوبولوس على موقع Soccerway.com (الإنجليزية)
- نيكولاس بابادوبولوس على موقع عالم كرة القدم.نت (الإنجليزية)
- نيكولاس بابادوبولوس على موقع AS.com (الإسبانية)